# Epicrionops bicolor
Epicrionops bicolor es una especie de anfibio gimnofión de la familia Rhinatrematidae. Se distribuye por las dos vertientes de los Andes de Colombia, Ecuador y por la amazónica de Perú, llegando a encontrarse a altitudes de entre 1750 y 2000 m s. n. m. Es una especie fosorial que habita zonas riparias en bosques montanos, premontanos y de piedemonte.